# Сатрап
Сатрап (на гръцки: σατράπης – „управител“, „губернатор“; на староперсийски: xšaθrapāvan – „пазител на царството“; на персийски: شهربان) e наместник на област или глава на сатрапия в Древна Персия.
Сатрап е елинизираната персийска дума кшатрапаван, която е със значение „наместник на област“. Персийската държава административно е разделена на сатрапии, управлявани от сатрапи. В ръцете на сатрапа е съсредоточена върховната административна власт, той управлява от името на царя, притежава голяма лична и държавна власт, контролира местната съкровищница и съд и отговаря за военните въпроси, макар че военната власт често е принадлежала на друго лице. Дарий I учредява в Персия около 20 сатрапии като форма за местно управление, но това число не е постоянно. Сатрапиите са описани от Херодот в неговата История, където той описва народите и земите, включени в сатрапиите. В рамките на всяка сатрапия се запазват местните езици, използват се местни мерни единици и монети от сребро и мед (но само царят сече златни монети)
В някои области на Персия освен сатрапи са съществували и местни наследствени царе, князе и други управители, а също и свободни градове, под наблюдението на сатрапа.